# Viscoréduction
La viscoréduction est un procédé de raffinage du pétrole qui vise à transformer les résidus en coupes légères pour avoir une meilleure valorisation.
Afin de réduire la viscosité des coupes lourdes et des résidus visqueux, on utilise un procédé appelé « viscoréduction » (visbreaking) qui a pour but de transformer en partie les produits lourds en produits légers et en même temps réduire la viscosité du résidu. En effet, c'est un craquage thermique de résidu atmosphérique ou sous vide, à sévérité, en général, modérée. Les divers procédés de visbreaking opèrent en phase liquide entre 450 °C et 500 °C sous une pression comprise entre cinq et vingt bars.
Les charges qui alimentent cette unité de raffinage viennent des distillations atmosphériques et sous vide, et du craquage catalytique ; ce sont :
- le résidu atmosphérique ;
- le résidu sous vide ;
- le gazole lourd de FCC ;
- le slurry issu du FCC.

À la sortie de l'unité, on trouve toute une gamme de produits suivants :
- le fuel gaz (est envoyé au réseau fuel gaz) ;
- la coupe C3/C4 (est dirigée vers le gas plant) ;
- l'essence sauvage de visbreaking (est dirigée vers le HDT (hydrotraitement)) ;
- le distillat léger de visbreaking (est envoyé à l'hydrodésulfuration) ;
- le distillat lourd de visbreaking (est envoyé en charge vers l'hydrocraqueur) ;
- le résidu de visbreaking (est envoyé au pool de fioul ou de bitume).